# Ковалик, Сергей Филиппович
Серге́й Фили́ппович Кова́лик (1846—1926) — революционер-народник, один из организаторов «хождения в народ».

## Биография
Дворянин, сын офицера-казака Полтавской губернии, совладелец фольварка Свадковичи, а также деревни Костюшковичи Чериковского уезда и деревни Кораблево Строкайловской волости Климовичского уезда Могилевской губернии. Мать умерла, когда Ковалику было два года. Поступил в Брестский кадетский корпус в 1856 году, учился в нём до 1863 года (за это время корпус переменил дислокацию из Москвы в Вильно), затем (после перевода кадетского корпуса в Санкт-Петербург и преобразования в специальный класс Павловского военного училища) ещё год. Освобождён от военной службы и выпущен из училища с гражданским чином губернского секретаря. В 1864 году поступил вольнослушателем в Петербургский университет; чтобы перейти в статус полноправного студента, сдал гимназические экзамены экстерном в Могилёвской гимназии (1865). В 1868 году перевёлся вольнослушателем в Киевский университет, математик. Закончив Киевский университет (1869), получил степень кандидата математических наук.
Он пытался организовать сельские школы для крестьян в Мглинского уезда и связался с Александром Долгушиным. Осенью 1873 года он был в Петербурге, где вместе с Феофаном Лермонтовым создал анархистскую пропагандистскую группу. Чтобы познакомиться с Бакуниным, он в конце года поехал в Швейцарию, где также встретился с Лавровым и Ткачёвым. Вернувшись в Россию в феврале 1874 года, он продолжил пропагандистскую работу среди харьковских студентов. Впоследствии он работал в Москве, Ярославле, Костроме, Нижнем Новгороде, Казани и Саратове, работая в типографии «Пелконен» для печати нелегальных изданий.
Мировой судья Мглинского уезда Черниговской губернии, затем старшина съезда мировых судей. Член губернской земской управы, заместитель председателя думы, городской голова.
При обнаружении полицией деятельности Саратовской группы бежал из-под ареста, в июне 1874 года находился в Николаевске, где вместе с врачом Александром Кадьяном вёл пропаганду среди крестьян. В следующем месяце он был в Самаре, где был арестован вместе с Виктором Осташкиным, Надеждой Головиной и Порфирием Войноральским 24 июля 1874 года. Переведён сначала в тюрьму в Москве, а затем в Петропавловскую крепость в Петербурге, где находился до 24 декабря, когда его доставили в следственную тюрьму в ожидании суда, откуда он дважды пытался бежать вместе с Войнаральским, в марте и апреле 1876 года.
Разделял взгляды М. А. Бакунина. Организовывал народнические кружки в Киеве, Харькове, Москве, Ярославле, Нижнем Новгороде и др. В июле 1874 года арестован, по Процессу ста девяноста трёх приговорён к 10 годам каторги. Ссылку отбывал в Верхоянске (где, в частности, зафиксировал минимальную температуру воздуха −67,1 °C), всего в Сибири провёл четверть века. По возвращении в 1898 году жил в имении Блонь у Бонч-Осмоловских. Позже нашел работу счетовода и помощника надзирателя Минского акцизного управления, затем избирался председателем Минского губернского земельного комитета, был преподавателем аналитической геометрии Белорусского политехникума. Староста Минского отделения Всесоюзного общества бывших политкаторжан и ссыльнопоселенцев. Писал в журнал «Каторга и Ссылка». Автор воспоминаний.
Похоронен на военном кладбище в Минске.

## Семья
- Мать — умерла после родов, когда Сергею было 2 года.
- Жена (с 1885) — Ольга Васильева, приезжая акушерка в Верхоянске[1]
  - Дочь — Мария Сергеевна (27 ноября 1894, Балаганск Иркутской губернии — 22 января 1979, Ленинград) замужем за Родионом Бонч-Осмоловским.
- Сестра — Мария Ковалик (1848—?), в 1874 году была привлечена по делу о пропаганде в империи (Процесс ста девяноста трёх), но через 2 года дело прекращено, арестована 12 октября 1878 года, 14 мая 1880 4 года каторжных работ, заменены на ссылку на поселение. 10 января 1887 года удачно бежала из Тары Тобольской губернии. В 1910 году эмигрантка в Париже[2][3].

## Воспоминания
- Ковалик С. В. Революционное движение семидесятых годов и процесс 193-х Архивная копия от 8 июня 2018 на Wayback Machine / посмертное изд. — М.: Изд-во политкаторжан, 1928. — 194 с. (Переиздание автобиографии, статей в «Былом» и «Каторге и ссылке»)
- Старик [Ковалик С. Ф.] Движение семидесятых годов по Большому процессу (193-х) // Былое. 1906. № 10. С. 1-30; № 11. С. 30-72; № 12. С. 56-81.
- Старик [Ковалик С. Ф.] Одна из жертв движения 70-х гг. Памяти К. А. Лукашевич // Былое. 1907. № 1. С. 114—116.
- Старик [Ковалик С. Ф.] Письмо в редакцию // Былое. 1907. № 5. С. 311.
- Ковалик С. Революционеры-народники в каторге и ссылке (по личным воспоминаниям) // Каторга и ссылка. 1924. № 4(11). С. 139—171.
- Ковалик С. К биографии П. И. Войнаральского // Каторга и ссылка. 1924. № 4(11). С. 245—251.
- Ковалик С. Сергей Александрович Жебунев // Каторга и ссылка. 1924. № 5(12). С.243-245.
- Автобиография в Энциклопедическом словаре «Гранат» Архивная копия от 17 апреля 2018 на Wayback Machine (1925).

## Память
Захоронение С. Ф. Ковалика расположено на центральной аллее Военного кладбища. Могила обозначена небольшим цветником, над ней на приземистом пьедестале установлен памятник, средства на который собрало Общество бывших каторжан и ссыльнопоселенцев белорусской столицы. Мемориал представляет собой невысокую стелу с естественными очертаниями, выполненную из розового гранита. На фронтальной плоскости вырезан геральдический фигурный щит с надписью: «Ковалик / Сергей Филиппович / Революционер 70-х годов / XIX века / 25.X.1842 – 28.IV. 1926». Здесь вкралась ошибка, поскольку сам Сергей Филиппович в автобиографии чётко указал год своего рождения — 1846-й.